# Chilhac
Chilhac – miejscowość i gmina we Francji, w regionie Owernia-Rodan-Alpy, w departamencie Górna Loara.
Według danych na rok 1990 gminę zamieszkiwało 181 osób, a gęstość zaludnienia wynosiła 44 osoby/km² (wśród 1310 gmin Owernii Chilhac plasuje się na 668. miejscu pod względem liczby ludności, natomiast pod względem powierzchni na miejscu 1009.).